# 2025年3月南韓山火
2025年3月南韓山火是發生於2025年3月21日從南韓慶尚南道山清郡開始延燒的一場嚴重山火，隨後迅速蔓延至慶尚北道義城郡、安東市、青松郡、英陽郡與盈德郡等地，高溫的西風持續吹拂之下加劇了火勢。慶尚北道政府表示截至29日上午6時已有3萬7800人撤離，慶尚南道山清郡與安東市達77%、慶尚北道義城郡為54%、安東市為52%、青松郡為77%、蔚山市蔚州郡溫陽邑為76%。尚未過火，受火勢蔓延的英陽郡為18%，盈德郡僅10%。並造成30人死亡，9人重傷，37輕傷，火災已燒毀森林面積約4萬8000多公頃。

## 野火發生時間軸
南韓在3月底持續受南方高壓影響，西風吹拂加上乾燥氣候，山火開始從東南部蔓延開來。而此次韓國境內的大火是民眾清明掃墓的疏忽引發的森林大火。
2025年3月21日，山清郡發生森林火災，截至3月22日傍晚，已燒毀約1,200英畝（490公頃）的土地。由於地形多山，加上強風與乾燥氣候，讓撲滅工作大受阻礙，儘管投入大量人力與資源，火勢控制率卻從原本的70%下降到35%。
慶尚北道也發生火災，燒毀約約740英畝（300公頃）的林地，金海市亦爆發嚴重山火並進行居民撤離。蔚山蔚州郡也有野火發生。
此外，中部忠清道與西南部全羅道也傳出多起森林火災，顯示這場災害規模已遍及全國。
由於多起火災同時在中南部爆發，韓國森林廳針對包括大田、釜山、慶尚北道與慶尚南道在內的12個地區發布最高等級的「嚴重」火災警報，之後警報擴大至全國範圍。

### 3月23日
下午4時03分，蔚山廣域市蔚州郡沐島發生火災，1小時50分鐘後撲滅。

### 3月24日
3月24日下午3時，瑞山－盈德高速公路盈德方向點谷休息站遭野火波及。火勢隨後蔓延至慶尚北道安東市吉安面縣下里山區。國務總理韓悳洙視察森林火災綜合應對指揮中心。

### 3月25日
3月25日，韓國消防廳將火災應對等級提升至三級制中的最高級。當日，義城郡新羅時期建造的鷗山寺遭大火焚毀，寺內國寶級文物雖已撤離，但郡內至少92處公私設施受損。國家遺產廳首次對全國發布文化遺產災害「嚴重」級國家危機警報。
截至當日，野火已焚毀超過15,000公頃（37,000英畝）土地。

### 3月26日
3月26日凌晨，盈德郡104名居民在撤離過程中受困港口防波堤，後由蔚珍郡海警救援。媒體批評韓國應急部門未能妥善協調區域疏散。
江原道鐵原郡西面鐵原蘑菇農場三棟建築中有兩棟焚毀。
中午時分，一架在義城滅火的消防直升機墜毀，駕駛員殉職。調查顯示該機為機齡30年的老舊機型。
同日，安東市因野火導致加壓供水設施停電，臨河、南後、一職、南鮮、臨東、豐川、吉安等面部分高海拔地區自來水中斷。

### 3月27日
截至27日下午8時，野火已造成28人死亡，慶尚北道24人遇難、21人受傷；慶尚南道4人遇難、9人受傷；蔚山2人受傷。
南韓最大在野黨共同民主黨黨魁李在明，在視察慶尚北道山火災情時，被一名男子揮舞外套襲擊。 保鏢上前制止了這名男性，李在明未有受傷。 據報，襲擊者是山火中受災的災民。

### 3月28日
韩国山林厅宣布，庆尚北道的山火主要火情于下午5时被扑灭。不過当日夜间，义城郡、安东市等地山火再次蔓延。

## 主要火場列表
| 名稱           | 地區                                   | 面積                     | 起始日期 | 控制日期 | 傷亡與損失                              | 備註                                                                         | 来源                 |
| -------------- | -------------------------------------- | ------------------------ | -------- | -------- | --------------------------------------- | ---------------------------------------------------------------------------- | -------------------- |
| 山清－河東火災 | 山清郡、河東郡                         | 1,615公頃（3,990英畝）   | 3月21日  | 持續中   | 4死9傷                                  | 火勢波及智異山國立公園與晉州市                                               | [ 25 ]               |
| 義城－安東火災 | 義城郡、安東市、青松郡、盈德郡、英陽郡 | 36,930公頃（91,300英畝） | 3月22日  | 持續中   | 18死10傷1失蹤，數百建物焚毀（含鷗山寺） | 蔚珍郡、醴泉郡、浦項市等地疏散，火勢波及周王山國立公園並東延至英陽郡、盈德郡 | [ 25 ] [ 26 ] [ 27 ] |
| 蔚州－彥陽火災 | 蔚州郡                                 | 470公頃（1,200英畝）     | 3月22日  | 持續中   | 3傷                                     | 數百人撤離                                                                   | [ 25 ]               |
| 金海火災       | 金海市                                 | 97公頃（240英畝）        | 3月22日  | 3月25日  |                                         | 數百人撤離                                                                   | [ 25 ]               |
| 沃川－永同火災 | 沃川郡、永同郡                         | 39公頃（96英畝）         | 3月23日  | 3月25日  | 1傷                                     | 強風導致火勢復燃                                                             | [ 25 ] [ 28 ]        |
| 蔚州－彦陽火災 | 蔚州郡                                 | 63公頃（160英畝）        | 3月25日  | 3月26日  |                                         | 20小時後撲滅主要火勢                                                         | [ 25 ] [ 29 ]        |
| 奉化火災       | 奉化郡                                 | 9.5公頃（23英畝）        | 3月25日  | 3月26日  |                                         | 義城－安東大火引發                                                           | [ 25 ] [ 30 ]        |

## 傷亡與損失

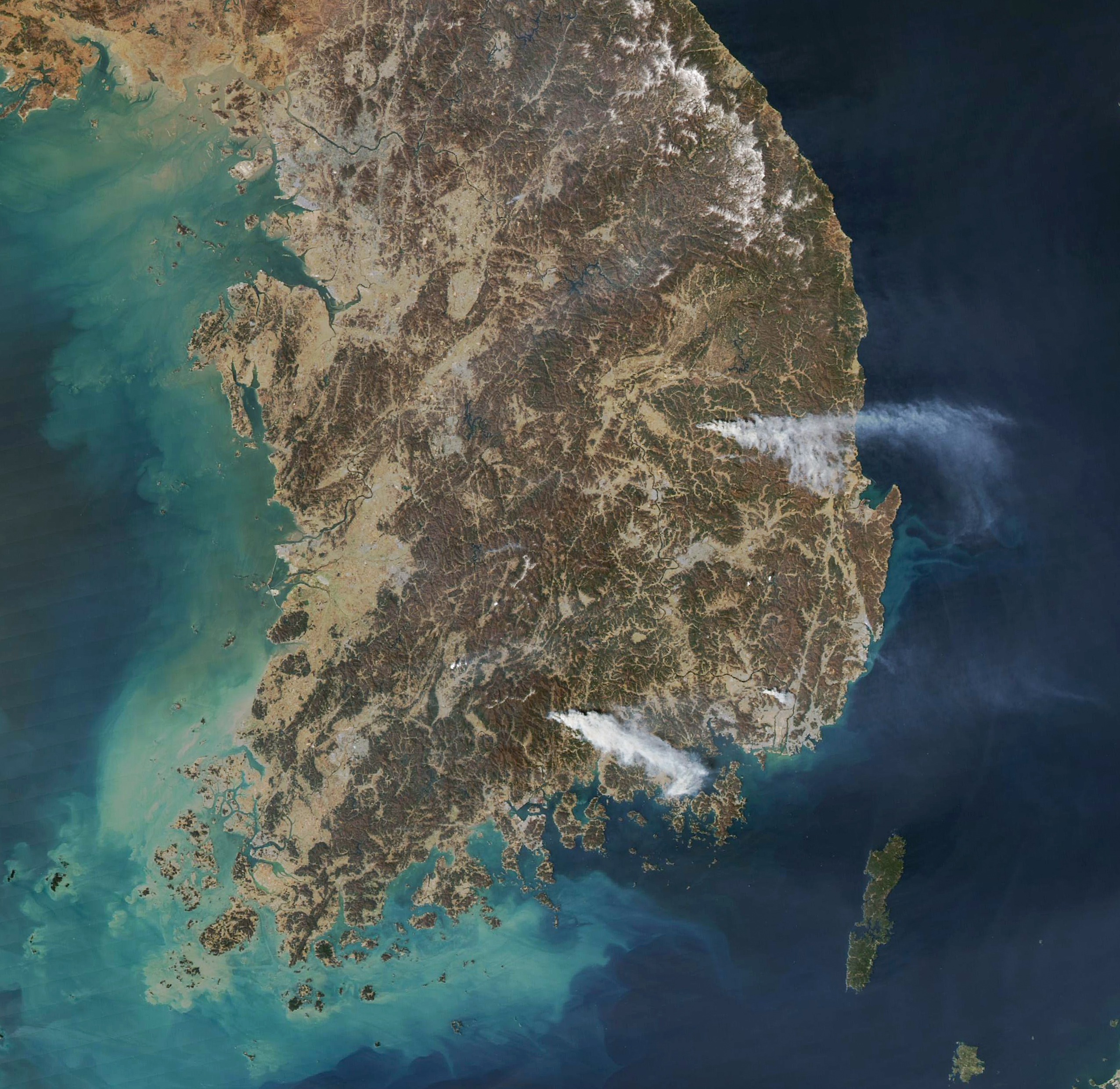
3月22日的卫星影像

截至目前，這場山林大火已經造成30人死亡，另有37人受傷，其中9人傷勢嚴重。這是自1987年南韓有相關紀錄以來，最嚴重的一場山林火災。
在所有罹難者中，有20人來自義城郡，4人來自山清郡。大部分死者的年齡都在60至70歲之間，包含3名消防員與1名公務人員，他們是在參與山清郡火災撲救任務時殉職的。另有5名緊急應變人員在滅火行動中受傷，必須接受醫療救治，另有1名平民受傷。
此外，有兩名平民在從義城撤離時不幸死亡，一人是在青松、另一人在安東被發現身亡。盈德郡也傳出有3人喪生，寧陽郡則有5人死亡。其中，三位來自沙味里的村長一家，包括村長本人、妻子與兩位親人，在駕車撤離時被大火吞噬，全數罹難。
目前還有1人於青松失聯，被完全燒毀的建築物超過2,572棟，包括民宅、公共設施與商業空間。
在文化資產方面，義城的高雲寺於3月25日被大火吞噬。該寺為韓國佛教最大宗派——曹溪宗的重要道場之一，擁有超過千年歷史。包含「高雲樓」與「蓮水殿」等珍貴文物建築在內的多數殿堂被完全燒毀，整個寺廟群中僅剩9棟建築物倖免於難。
國家遺產廳證實，全國已有30處文化資產受損，當中包含江原道白雲山的「七曲嶺古道」、慶尚南道河東擁有900年歷史的銀杏老樹與高麗時期的「斗方齋祠堂」、蔚山的天然常綠林與古代山城、清松的朝鲜王朝萬歲樓、18世紀末的山南宅第，以及義城的萬丈寺石佛座像等。
此外，位於庆尚北道寧陽郡的法聖寺也被大火吞沒，寺內的住持和尚不幸殉難。安東的藥溪亭與清松的技谷祭祀屋亦全數毀損。
3月26日，一架在義城郡執行滅火任務的消防直升機墜毀，駕駛員當場殉職。

## 調查
代理總統韩悳洙指出，義城的野火起因是一名民眾在掃墓時使用打火機時不小心引燃了火苗，導致火災發生。山清與河東之間的野火則是因為農民在使用割草機進行農作業時不慎引發火勢。蔚州的火災則被追查出是在農場進行焊接作業時發生意外。至於金海的火災，是由一位墓地管理員在焚燒垃圾時引起的，當時他點燃了一袋零食包裝。咸陽的野火則是因為焊接防止野生動物入侵的圍籬時產生火花，引燃了附近的雜草和林地。

## 防災應對

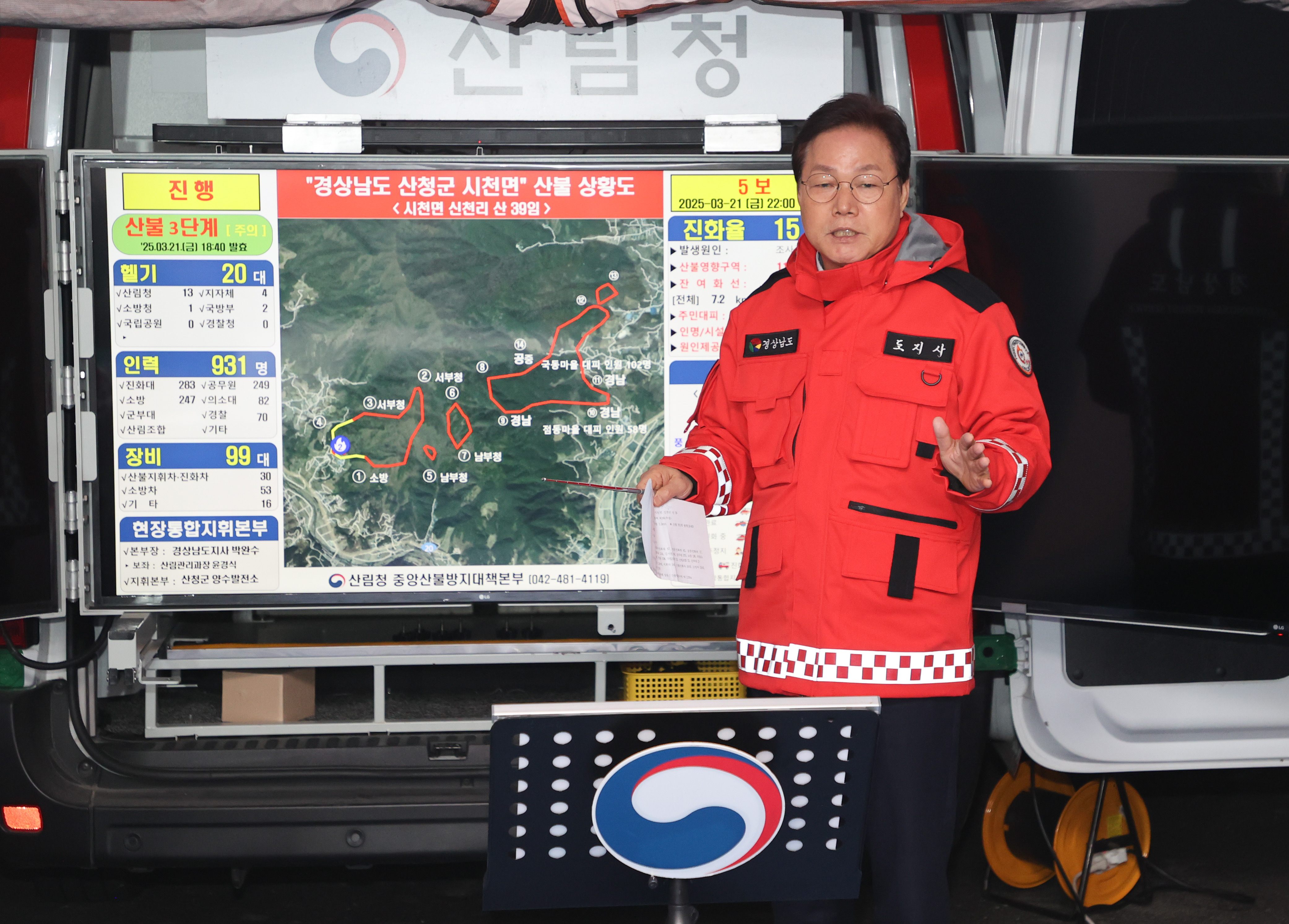
3月21日山清山林火災應變會議

這次山火的撲滅行動動員了將近1600名人力、35架直升機以及大量地面消防車輛。南韓代理總統崔相穆指示所有相關政府部門，全面動用可用資源，全力進行滅火行動。政府也正式宣布慶尚北道、慶尚南道以及蔚山為災區，得以動用更多緊急資源與支援措施。
南韓政府表示，將提供總額約26億韓元（新台幣6700萬元）的特別災害與安全補助金給受災地區，同時承諾對山清郡受災居民提供每戶5000萬韓元的救助金。
為了因應火災，政府動員了超過四分之一的中央政府人力，以及一半以上的地方公務人員，進駐高風險地區待命。在發布「嚴重」等級火災警報的地區，軍隊也中止實彈演訓，並取消了山林進入許可。在發出「警戒」等級火災警報的地區，也有大量人力進行待命部署。大韓民國國軍則投入了6000名兵力及242架直升機參與滅火作業。

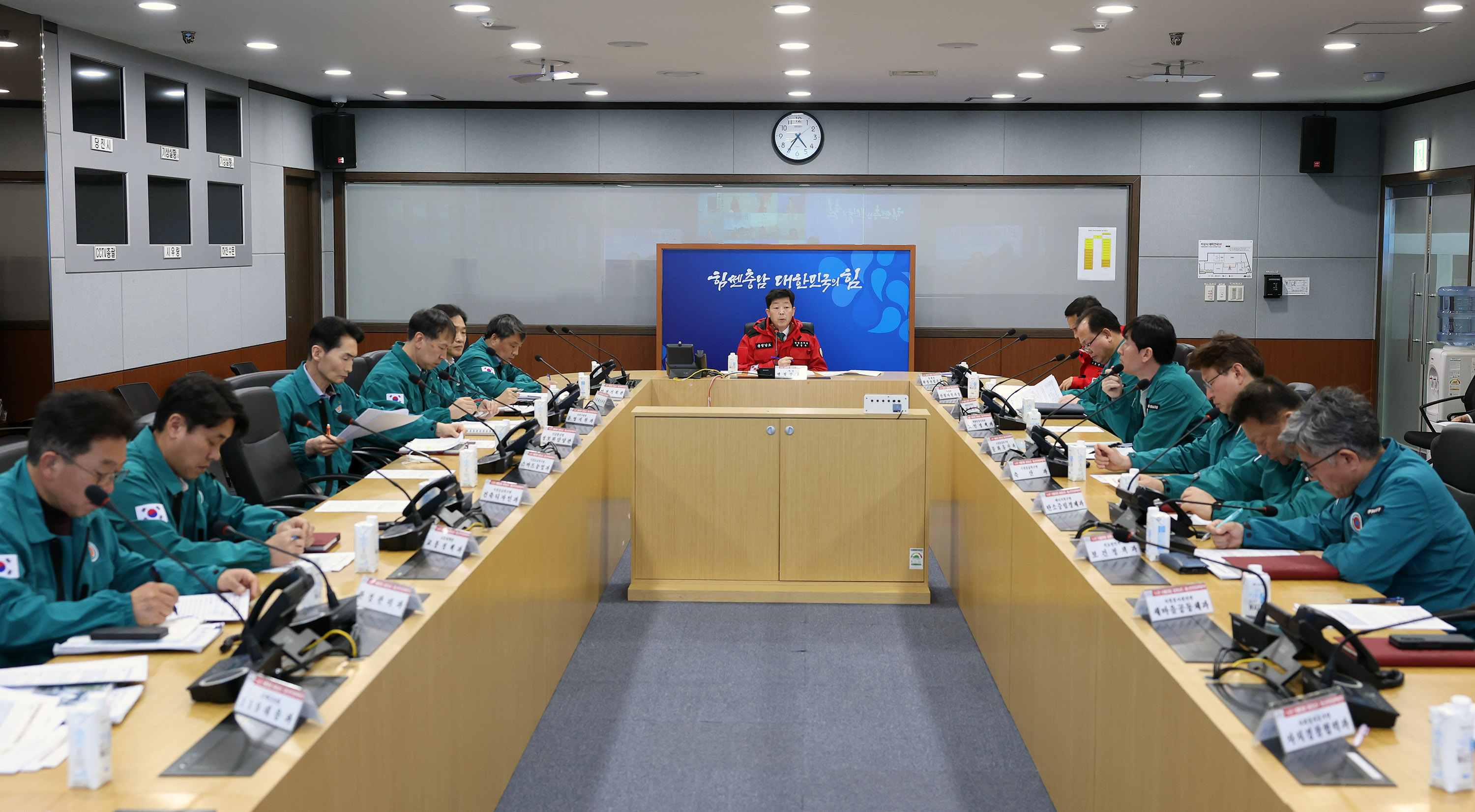
3月25日忠清南道山林火災緊急會議

此次災情造成至少37829人被迫撤離，15個村落的居民被緊急疏散。山清郡就有260位居民因家園被火勢吞噬而前往臨時收容中心，義城郡也有500人緊急撤離，金海市也有多數居民疏散。
蔚州郡的山火也迫使約80人撤離。當局還關閉了多條東南部的高速公路和鐵路，包括連接蔚山與釜山的重要幹道。
此外，當局撤離了青松監獄內的2600名收容人，安東監獄的800名收容人也進行撤離。當火勢從義城蔓延至青松時，這也是南韓法務部首次因天然災害進行大規模收容人疏散。
面對文化遺產的威脅，國家遺產廳在3月25日首次將災害預警升至四級中最高的「嚴重」等級。該機構也緊急將15件歷史文物，包括10件國寶，自災區撤離至安全地點，這些文物來自安東市的鳳停寺、榮州市的浮石寺，以及義城郡的高雲寺。
文物受損案例多達30起，包括江原道白雲山上的七曲嶺古道、庆尚南道河東擁有九百年歷史的銀杏樹與高麗時代的斗方齋祠堂、蔚山的常綠林與古城、清松的朝鲜王朝萬歲樓與十八世紀晚期的山南宅邸，以及義城萬丈寺的石佛像等。庆尚北道的法聖寺也被大火吞噬，主持和尚不幸罹難。安東的藥溪亭與清松的技谷祭祀屋也遭到焚毀。
同一天，當局還向擁有联合国教育、科学及文化组织世界遗产地位的屏山書院與河回村發布撤離命令，清松的大典寺也進行疏散。為了保護河回村，消防單位特別調派了大型滅火水炮、14台消防車以及98名人員到現場守護。
被彈劾的前總統尹锡悦對山火災情表達哀悼之意。代理總統韓悳洙復職後，於3月24日親筆寫信致哀給罹難者家屬，並表示會親自探視其他受災民眾。他也指示地方政府「動用一切行政資源，確保災區居民能夠儘速撤離至安全地點」，同時宣布要打擊違法焚燒行為，並檢討現行有關森林火災預防與應對的法規。
3月27日，韓悳洙派遣代理內政部長高基東進駐慶尚北道，直接統籌救災工作。3月28日，他親自前往安東視察災情，並與當地官員和災民會面。
多家大企業也響應捐款，包括现代汽车集团、SK集团與LG集团，各捐出20億韓元，樂天集團捐出10億韓元，新世界集團則捐出5億韓元。這些企業還提供車輛、家電與日常用品等支援物資。SPC集團與韓國OB啤酒公司也捐贈瓶裝水前往災區。
多位韓星響應捐款賑災，包括男團Seventeen捐出10億韓元給Hope Bridge全國災害救助協會、蔚州出身的歌手李燦元捐出1億韓元（約新台幣226萬元）給「韓國災難救助協會」、防彈少年團成員柾国同樣捐出10億韓元給Hope Bridge、女團LE SSERAFIM捐出5,000萬韓元、少女时代潤娥捐出1億韓元給「大韓社會福祉會」、太妍則捐出1億韓元給大韩赤十字社。
截至3月28日，「韓國災難救助協會」已募得18.3億韓元，用於購買滅火裝備。

### 批評聲浪
這次南韓的災害應變行動受到不少媒體與民眾的強烈批評，認為政府的應對「不協調」、「反應遲緩」，是導致傷亡人數增加的主要原因之一。
災難簡訊被批評內容混亂、系統不完善。許多撤離通知都是在火勢即將跨入新行政區域前才緊急發出，導致當地居民幾乎沒有時間準備，有些人甚至來不及逃離。有些情況下，避難地點在短短幾分鐘內就被更改，造成民眾無所適從。這些訊息也缺乏實際的避難引導方式，對於高齡長者等弱勢族群的特殊需求也沒有考量，許多罹難者就是年長居民。
韓聯社形容當局「等到火燒到眼前才下令疏散」，沒有事先預判火勢擴散路徑並進行分階段撤離，而是一次性讓大量居民逃難，使得現場宛如「難民走在戰場邊界」。
另外，3月26日凌晨，慶尚北道的盈德郡就發生了104位居民在港口與防波堤邊緣受困，無法逃離大火，最後還得由海巡隊進行緊急救援。媒體批評這起事件就是因為災害應變機關未能提前部署與規劃區域撤離所致。
儘管火勢明顯能跨越多個行政區，但地方政府仍遲遲不願主動疏散鄰近地區。專家指出，若能根據氣象與風向預測，提早宣布風險區撤離，許多生命可能就能被保住。對此，負責災害應變的政府官員坦承，此次應對確實有不足之處。他們解釋，當時現場風速強烈如颶風、視線幾乎為零，讓撤離工作變得極度困難。官員表示，大多數居民都成功撤離，但對於在撤離過程中不幸罹難的民眾，政府願意負起責任。他們也指出，火勢變化太快，導致先前規劃的避難地點必須隨時調整，才會讓民眾感受到訊息反覆與混亂。
此外，蔚山市市長金度謙在災害簡報中提到「難以派遣人手參與救火，因為女性職員很多」的言論，也遭到輿論猛烈撻伐，被批評為性別歧視與不當發言。